# Cryptops nanus
Cryptops nanus är en mångfotingart som beskrevs av Carl Graf Attems 1938. Cryptops nanus ingår i släktet Cryptops och familjen Cryptopidae. Inga underarter finns listade i Catalogue of Life.